# Geumdang-myeon
Geumdang-myeon (koreanska: 금당면) är en socken i den sydvästra delen av Sydkorea, 350 km söder om huvudstaden Seoul. Den ligger i kommunen Wando-gun i provinsen Södra Jeolla.  Geumdang-myeon består av huvudön Geumdangdo, två bebodda småöar med totalt 62 invånare (2020) och 26 obebodda småöar.